# Автошлях Т 2519
Автошля́х Т 2519 — автомобільний шлях територіального значення у Чернігівській області. Пролягає територією Корюківського, Сосницького та Коропського районів через Холми — Авдіївку — Оболоння. Загальна довжина — 36,9 км.

## Маршрут
Автошлях проходить через такі населені пункти:
| Автошлях Т 2519      |        |
| Чернігівська область |        |
| Корюківський район   |        |
| Холми                | Т 2512 |
| Сосницький район     |        |
| Хлоп'яники           | Н27    |
| Авдіївка             |        |
| Коропський район     |        |
| Понорниця            |        |
| Оболоння             | Т 2516 |